# Nellie Clifden
Nellie Clifden foi uma actriz irlandesa que teve um caso com o príncipe de Gales e futuro rei Eduardo VII do Reino Unido, antes do seu casamento com a princesa Alexandra da Dinamarca.

## Caso com o Príncipe de Gales
Nellie conheceu o príncipe Eduardo quando este se encontrava a fazer um treino militar de dez semanas em Curragh Camp, na Irlanda, durante o verão de 1861. Eduardo era ainda virgem na altura, por isso os seus colegas convidaram Nellie a visitar o príncipe na sua camarata.
A notícia do que tinha acontecido chegou aos pais do príncipe. O seu pai, o príncipe Alberto, partiu imediatamente para visitar o seu filho que já se encontrava em Cambridge, onde estudava na altura e teve uma longa conversa com ele durante um passeio que fizeram à chuva. Alberto acabaria por morrer pouco depois, o que levou a mãe de Eduardo, a rainha Vitória, a culpá-lo pela morte do pai devido à viagem que este tinha feito, afirmando que o seu marido tinha sido "morto por causa daquele assunto horrível".
O caso do príncipe com Nellie acabou pouco depois e ele acabaria por se casar com a princesa Alexandra da Dinamarca em 1863, embora continuasse a ter casos amorosos com outras mulheres.